# Pátera de Rennes

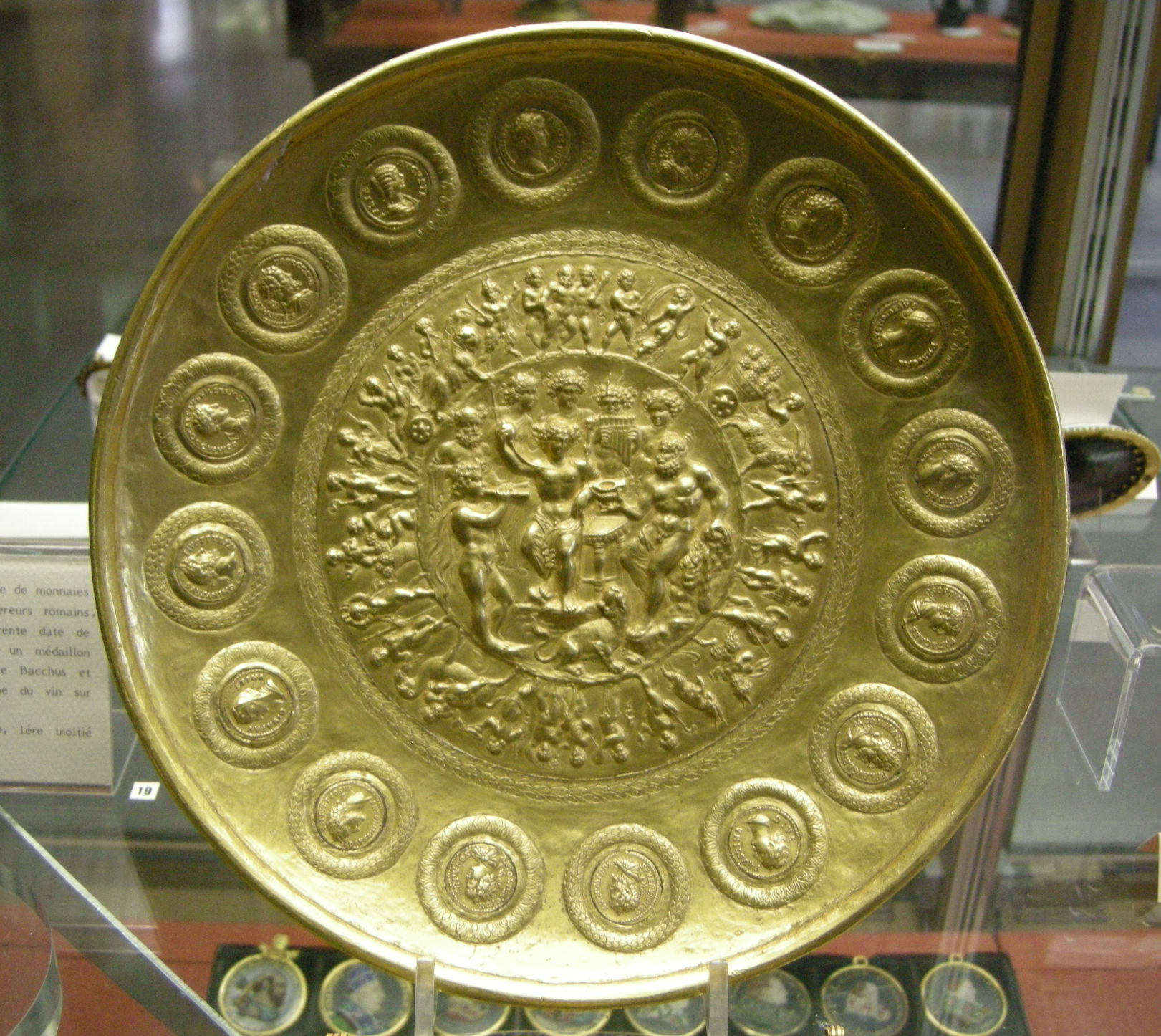
Instantánea de la Pátera de Rennes, que se exhibe en el Museo de las Monedas, Medallas y Antigüedades de la Biblioteca Nacional de Francia en París.

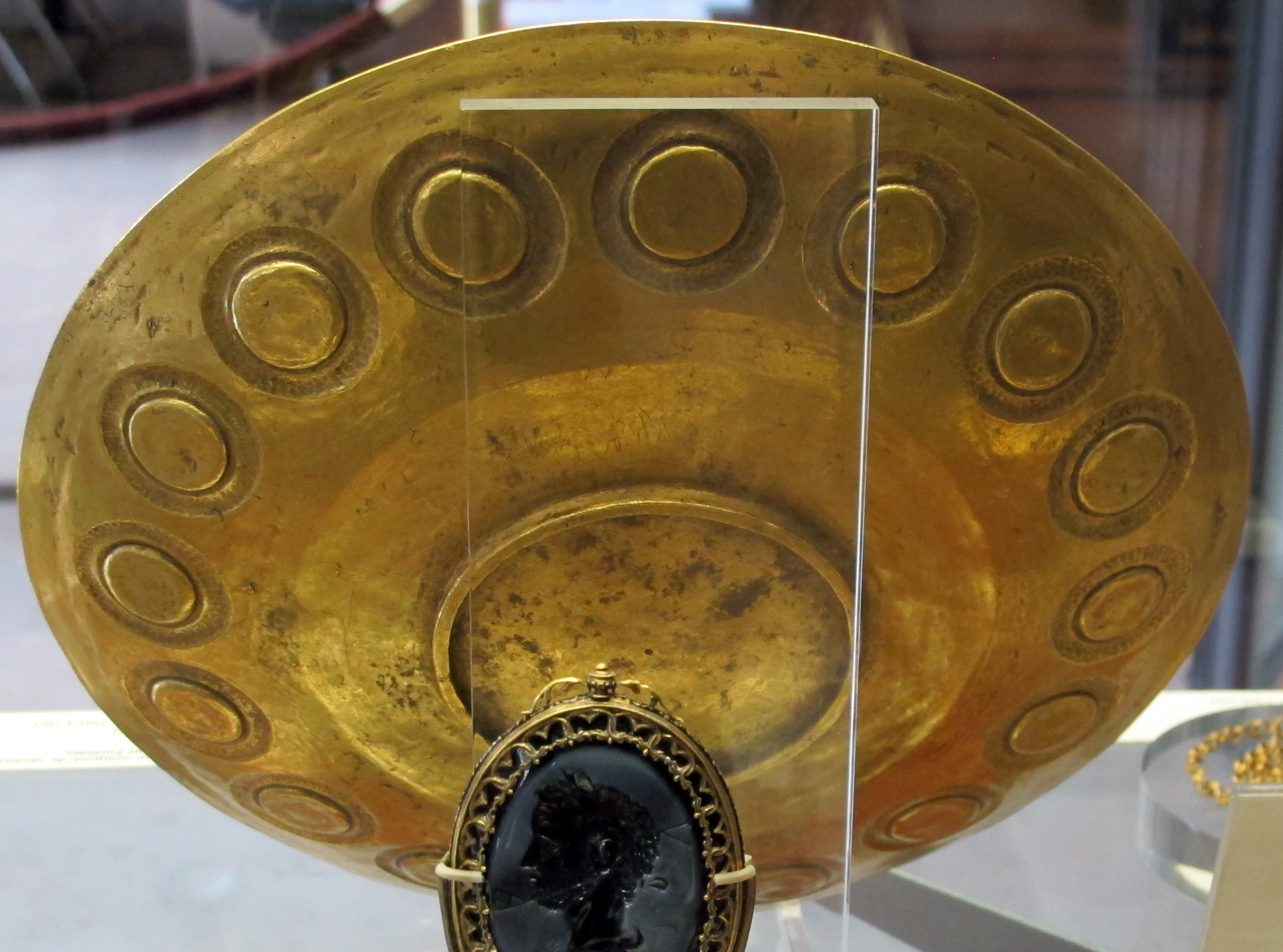
La pátera, vista desde atrás.

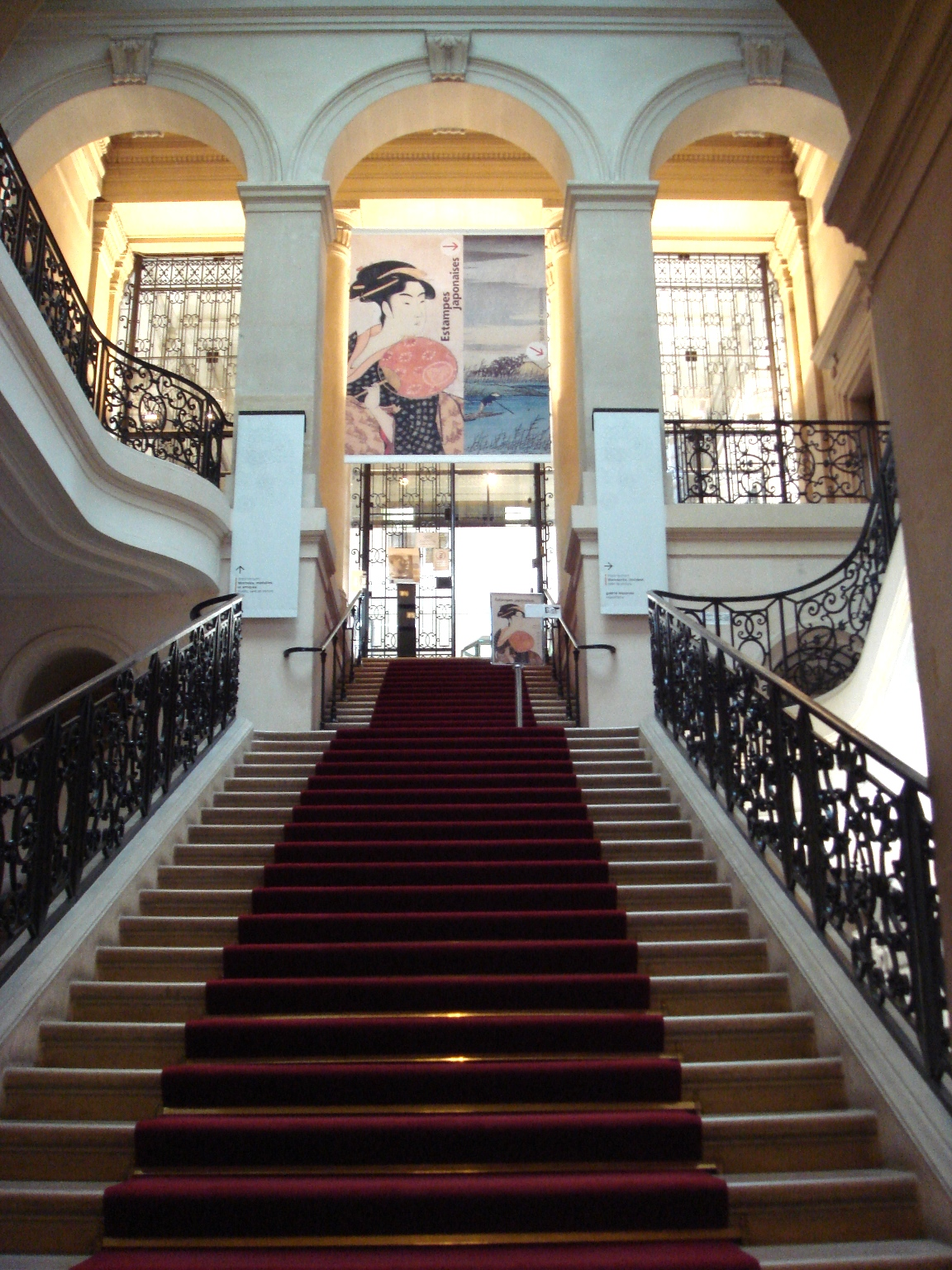
Entrada al Museo de las Medallas, entidad perteneciente a la Biblioteca Nacional francesa.

La Pátera de Rennes es una pátera de oro que data del siglo III d. C., que fue elaborada por orfebres del imperio romano; fue hallada en el año 1774 en la localidad francesa de Rennes.

## Simbología
Se trata de una pátera, plato de poco fondo que se usaba en ceremonias y ritos religiosos de la Antigüedad, como la libación, y que iconograficamente reúne elementos helenísticos.

## Características
- Forma: pátera.
- Material: oro macizo.
- Contexto/Estilo: romano-helenístico.
- Técnica: repujado, fundición a la cera perdida.
- Iconografía: Representación de la victoria de Baco sobre Hércules y en los bordes grabados con 16 áureos con imágenes de los emperadores Adriano y Septimio Severo entre otros personajes de la época.[1]
- Peso: 1,375 kilogramos.
- Diámetro: 25 centímetros.

## Conservación
La pieza se exhibe de manera permanente en el Museo de las Monedas, Medallas y Antigüedades (llamado también Gabinete o Museo de la Medallas) de la Biblioteca Nacional de Francia en París, desde que fuera donada por Charles de Luynes, (5 de agosto de 1578, Pont-Saint-Esprit – 15 de septiembre de 1621, Longueville cerca de Agen), político francés, condestable y primer duque de Luynes, que incluía esta pieza entre toda la colección legada a la Biblioteca.